# No se para la cuestión / El banderón
No se para la cuestión / El banderón es un sencillo de la afamada agrupación chilena Quilapayún, lanzado en 1972 bajo el sello DICAP. Tanto los temas del Lado A como el Lado B fueron compuestos por el compositor y pianista chileno Sergio Ortega, el segundo de ellos basado en un texto escrito por el cubano Nicolás Guillén.

## Lista de canciones
| Lado A |                          |        |               |          |  |
| N.º    | Título                   | Letras | Música        | Duración |  |
| 1.     | «No se para la cuestión» |        | Sergio Ortega |          |  |

| Lado B |               |                 |               |          |  |
| N.º    | Título        | Letras          | Música        | Duración |  |
| 2.     | «El banderón» | Nicolás Guillén | Sergio Ortega |          |  |